# 9100 Tomohisa
9100 Tomohisa è un asteroide della fascia principale. Scoperto nel 1996, presenta un'orbita caratterizzata da un semiasse maggiore pari a 2,4150481 UA e da un'eccentricità di 0,1595555, inclinata di 7,94001° rispetto all'eclittica.